# Gesetz, betreffend die Krankenversicherung der Arbeiter
Das Gesetz, betreffend die Krankenversicherung der Arbeiter (kurz KVG) wurde im Deutschen Reich 1883 unter Otto von Bismarck verabschiedet und gilt als die weltweit erste Sozialversicherung.

## Geschichte
Das Gesetz sollte nach Bismarcks Vorstellungen der Verelendung in den Industriegebieten und daraus resultierenden möglichen sozialen Unruhen und der immer stärker werdenden Sozialdemokratie entgegenwirken.
Im April 1882 wurde dem Bundesrat ein aus 72 Paragraphen bestehender Entwurf des Gesetzes vorgelegt. Die erste Beratung im Reichstag fand am 15. Mai 1882 statt. Die Debatte „nahm einen äußerst schleppenden Verlauf. Die Redner sprachen vor fast leeren Bänken. Die Abgeordneten fanden sich erst wieder ein, als Lasker das Wort ergriff.“
Das KVG wurde am 31. Mai 1883 im Reichstag beschlossen, am 15. Juni ausgefertigt und am 21. Juni im Reichsgesetzblatt (Band 1883, Nr. 9, Seite 73–104) veröffentlicht. Es trat dann im Dezember in Kraft.

## Inhalt
Arbeiter und Angestellte mit einem Jahresgehalt von 2.000 ℳ (entspricht heute etwa 18.000 EUR) oder weniger wurden mit dem Inkrafttreten des Gesetzes versicherungspflichtig. Sie mussten sich mit ⅔ an den Versicherungskosten beteiligen. ⅓ mussten die Arbeitgeber beisteuern. Aus den Beiträgen wurden das Krankengeld gezahlt, das 50 % des normalen Verdienstes betrug, sowie die „Gewährung freier ärztlicher Behandlung und Arznei und unter Umständen Verpflegung im Krankenhaus“. Auch möglicherweise anfallende Sterbegelder im Falle des Todes waren mit inbegriffen. Die Versicherung konnte für maximal 13 Wochen in Anspruch genommen werden. Erst das 1884 in Kraft getretene Unfallversicherungsgesetz versorgte den arbeitsunfähigen Patienten auch ab der 14. Krankheitswoche.